# 迦密愛禮信小學
迦密愛禮信小學（英語：Carmel Alison Lam Primary School）是香港一所小學。位於沙田區大圍顯徑邨顯德樓與顯耀邨之間，門牌號碼與顯徑邨同處於沙田徑口車公廟路69號，於1986年由基督教興學會開辦，也是該會開辦的第六間學校（第二間小學）。有六個年級，每年級有四班，分別是愛、禮、信、望。

## 歷史
本校創校於1986年，是基督教興學會開辦的第六間學校。該會是一個基督教辦學團體，由一群對基督化教育滿有熱誠的和委身精神的基督徒於1964年創立，目的在開辦具有純正福音信仰及優良教育質素的學校。該會屬下各學校都具備完善教育行政組織及高度學術水平，有願意委身教育事工的教師，盡心教導學生，熱心傳揚福音，悉心栽培靈命，耐心引導成長，從而幫助青少年人認識真理信仰，建立優美品德，活出豐盛人生。
基督教興學會至今已開辦了六間中學和兩間小學，所開辦的學校都以「迦密」命名。這名稱源於聖經舊約時代，神曾使用先知以利亞，在迦密山上擊敗拜淫邪假神的假先知，彰顯神大能的榮耀，幫助人認識真理信仰。該會開辦的第一間中學，其校舍就是位於以「迦密」命名的迦密村內。因此，該校被命名為迦密中學。其後開辦的相繼有迦密柏雨中學，迦密梁省德學校，迦密愛禮信中學，迦密唐賓南紀念中學，迦密愛禮信小學，迦密主恩中學和迦密聖道中學。 
本校是由基督教興學會向政府申請開辦，並由愛禮信基金會慨捐開辦費支持而成事，因而本校被命名為「迦密愛禮信小學」，以紀念該會支持基督化全人教育的義舉。除了「迦密」的名字有屬靈爭戰得勝的意義以外，「愛禮信」的名字也包含了豐富的品德教育元素，彰顯基督化教育與中國德育文化的精神。

## 歷任校長
- 劉文儀女士（1986-1990上午校）
- 梁錦洪先生（1986-1991下午校）
- 盧鳳韶女士（1990-2002上午校）
- 盧志輝先生（1991-2002下午校）
- 衞瑞玲女士（2002-2003下午校）
- 崔志強先生(2002上午校，2003全日制起-2017)
- 林淑芬女士(2017-2023,1986年開校起服務,曾任該校課程發展主任及副校長，2023年榮休)
- 易惠如女士(2023起)

## 校徽
校徽是由一本聖經、一把火炬、Ｃ與Ｓ英文字母所組成。Ｃ與Ｓ是迦密學校的英文縮寫。聖經與火炬的意義深長，足以說明校訓「明道律己，忠主善群」的精義所在，同時也表達了學校創立的宗旨。
一、聖經：乃是神的話，是真理的源頭，是學校信仰的根基，因而被尊為最高的權威。以聖經的話引導學生明白真理，接受真理，並進入真理，使他們敬畏主得著智慧的心。
二、火炬：乃是發光體，是生命內燃的能力，是工作進行的引導，代表神榮耀的彰顯，因而當祂被高舉，榮光便照耀。又藉著火的功用，焚燬一切的不潔，而有效地見證神的榮美。

## 設施
全校設有空調系統，一部由地下大堂直達七樓的升降機。除了24間標準課室外，另設有：中央圖書館、音樂室、視覺藝術室、多媒體電腦室、英文室、加輔室、輔導室、校牧室、校長室、教員室、會客室、校務處、醫療室、印刷房、體育室、家長教師會、接待處、小食部、STEAM Room、禮堂、有蓋操場、校舍花圃等。

## 學校願景
按聖經真理推行基督教全人教育，培育一群愛神愛人，擁有良好品德，積極追求卓越，並樂於為社群奉獻所長，榮耀主名的下一代。
愛神愛人
盡展潛能
傳揚福音
回饋社群

## 學校使命
以聖經真理教導孩童認識神，明白救恩。我們尊重每一個孩子， 欣賞他們的付出，肯定他們的成就，培養出具屬靈品格，懂得服侍他人的人。
以靈活及多元化的教學策略，幫助學生建構知識，引導學生成為一個具積極尋求知識、有自學能力的人，讓他們的潛能得以發揮。
培養學生獨立思考和運用知識的能力，讓他們能掌握時代發展的步伐，學會解決問題的策略及與人溝通的技巧，成為一個與時並進的積極學習者。
鼓勵學生積極參與校內及校外活動，擴闊視野，豐富生活經驗，成為關心社區、愛香港、愛國家的良好公民。
建立學生正確的價值觀及人生觀，培養學生的品德靈性，幫助他們認識自己，建立自信，勇於面對挑戰。
我們致力為孩子營造一個和諧融洽的學習環境，培養學生六育並重的優美品德。

## 著名／傑出校友
- 吳卓羲：香港男演員 (1991年畢業)
- 鄒廣榮：香港賽艇運動員
- 冼家強：香港警長、徐步高槍擊案生還警員

## 場景拍攝
- 教育電視1988小四社會科《家在香港》/《春夏秋冬》
- 教育電視1991小三健教科/1996小四常識科《待人接物》
- 教育電視1993小五健教科《青春期的衛生》
- 教育電視1995小六健教科《第一號殺手》

## 外部連結
- 迦密愛禮信小學 （页面存档备份，存于）

## 資料來源
- 迦密愛禮信小學 （页面存档备份，存于）